# Craterestrea levis
Craterestrea levis là một loài san hô trong họ Siderastreidae. Loài này được Head mô tả khoa học năm 1983.